# Ужас Амитивилля (фильм, 2005)
«Ужас Амитивилля» (англ. The Amityville Horror) — американский фильм ужасов о сверхъестественном 2005 года режиссёра Эндрю Дугласа с Райаном Рейнольдсом, Мелиссой Джордж и Филипом Бейкером Холлом в главных ролях. В нём также состоялся дебют актрисы Хлои Грейс Морец. Написанный Скоттом Косаром, он основан на романе Джея Энсона «Ужас Амитивилля», который ранее был адаптирован для одноимённого фильма 1979 года, а также является девятым фильмом в серии фильмов «Ужас Амитивилля», в которой задокументирован опыт семьи Лутц после того, как они переехали в дом на Оушен-авеню, 412, Лонг-Айленд. В 1974 году реальный массовый убийца Рональд Дефео-младший убил шестерых членов своей семьи в одном доме в Амитивилле, штат Нью-Йорк.
Фильм был выпущен в США 15 апреля 2005 года компаниями Metro-Goldwyn-Mayer Pictures и Dimension Films. Он получил негативные отзывы, многие назвали его производным от оригинального фильма, но сказали, что он не принёс ничего нового. Он собрал 108 миллионов долларов при бюджете в 19 миллионов долларов.

## Сюжет
В 3:15 утра 13 ноября 1974 года Рональд Дефео-младший убил всю свою семью в их доме на Оушен-авеню, 412 в Амитивилле, штат Нью-Йорк. Он утверждал, что его убедили убить их голоса, которые он слышал в доме.
Год спустя супружеская пара Джордж и Кэти Лутц переезжают в дом вместе с тремя детьми Кэти от предыдущего брака, Билли, Майклом и Челси. Вскоре в доме начинают происходить паранормальные явления. Челси утверждает, что подружилась с девочкой по имени Джоди, имя, принадлежащее одному из убитых детей Дефео.
Однажды ночью пара решает пойти куда-нибудь и нанимает няню, чтобы присматривать за тремя детьми. Когда приходит няня Лиза, они узнают, что её ранее нанимали няней для Дефео. Лиза рассказывает им об убийствах, произошедших в их доме. Когда она идёт в комнату Челси, Челси говорит ей, что она плохая няня, утверждая, что Джоди сказала ей об этом. Лиза начинает ругать Джоди за то, что она стала причиной её увольнения. Затем Билли предлагает Лизе зайти в чулан (тот самый чулан, где была убита Джоди), и она оказывается заперта внутри. Через несколько секунд она встречает саму Джоди и умоляет отпустить её. Она впадает в шок, и прибывают парамедики, чтобы забрать её; по дороге в больницу Лиза говорит Кэти, что видела Джоди.
Поведение Джорджа по отношению к Кэти и её детям становится оскорбительным, и паранормальные явления продолжаются. Однажды ночью Джордж слышит лай Гарри в эллинге. По-видимому, одержимый, он хватает топор и приступает к убийству семейной собаки. На следующий день дети ищут Гарри, а Джордж отрицает, что знает, где он находится, несмотря на подозрения Билли.
Кэти просит священника отца Каллауэя (Филип Бейкер Холл) благословить дом в качестве защитной меры для предотвращения любых паранормальных явлений в будущем, но отец Каллавей убегает из дома, когда сам сталкивается с такими явлениями. Кэти обнаруживает, что дом когда-то принадлежал культовому проповеднику по имени преподобный Иеремия Кетчем, чьи злые действия по отношению к коренным американцам во время его «миссии» в Амитивилле 17-го века, как говорят, стали причиной появления призраков. Тем временем Джордж, прогуливаясь по подвалу дома, встречает призраки различных коренных американцев, которых Кетчем замучил и убил там столетия назад. Войдя в тускло освещённую комнату, Джордж встречает самого Кетчема (хотя он не знает, кто он такой), и призрачная фигура злого миссионера оборачивается, берёт нож и перерезает себе горло, воссоздавая своё самоубийство, покрывая Джорджа кровью и заставляя его стать почти полностью одержимым.
Кэти убеждается, что оскорбительное поведение Джорджа связано с духовной одержимостью. Следуя срочному совету отца Каллауэя, Кэти пытается эвакуировать своих детей из дома и сопроводить их в безопасное место, но одержимый Джордж пытается убить её и детей; Кэти нокаутирует его, чтобы помешать ему сделать это, и уносит его из дома. Впоследствии Джордж выходит из-под контроля духа, и семья навсегда покидает дом. На титульном листе указано, что семья уехала в течение 28 дней после прибытия и больше не вернулась. Показано, как Джоди стоит в теперь уже пустом доме и кричит от ужаса, в то время как дом возвращается в своё первоначальное состояние до прибытия семьи. Впоследствии пара бестелесных рук утаскивает её под пол.

## В ролях
| Актёр                 | Роль                  |
| --------------------- | --------------------- |
| Райан Рейнольдс       | Джордж Лутц           |
| Мелисса Джордж        | Кэти Лутц             |
| Джесси Джеймс младший | Билли Лутц            |
| Джимми Беннетт        | Майкл Лутц            |
| Хлоя Морец            | Челси Лутц            |
| Рейчел Николс         | Лиза                  |
| Филип Бейкер Холл     | Отец Кэлловэй         |
| Изабелль Коннер       | Джоди Дефео           |
| Брендан Дональдсон    | Рональд Дефео-младший |
| Кара Рубео            | Дон Дефео             |

## Производство
Хотя действие фильма происходит на Лонг-Айленде, он снимался в Чикаго, Антиохии, Баффало-Гроув и Фокс-Лейк, штат Иллинойс, а также в Салеме и Силвер-Лейк, штат Висконсин. Используемый дом — настоящий дом 1800-х годов, который был временно переоборудован, чтобы добавить знаменитые окна в форме четверти луны. Дом находится в Салеме по адресу 27618 Silver Lake Road. Фасад фильма стоил 60 000 долларов. После съёмок кинофасад некоторое время оставался на доме и в конце концов был аккуратно снят. Знаменитые окна в виде четверти луны «сглаза» были сохранены на участках стен, на которых до сих пор сохранились обои для киноспальни внутри и сайдинг со старой кинокраской снаружи. Окна были в хорошем состоянии, но были «состарены» под цвет дома с помощью облупившейся краски. В 2017 году в особняке кино была проведена распродажа недвижимости, и были проданы знаменитые окна-глазки в четверть луны, которые со времени съёмок находились на чердаке. Покупатель живёт в том же районе и выставил окна на обозрение.
MGM заявила, что ремейк был основан на новой информации, обнаруженной в ходе исследования исходных событий, но позже Джордж Лутц утверждал, что никто никогда не говорил с ним или его семьёй о проекте. Когда он впервые услышал, что всё идёт полным ходом, его адвокат связался со студией, чтобы узнать, что у них есть на стадии планирования, и выразить уверенность Лутца в том, что они не имеют права действовать без его участия. Было отправлено три письма, и ни одно из них не было подтверждено. В июне 2004 года студия подала заявление о судебной помощи в федеральный суд, настаивая на том, что они имеют право сделать ремейк, и Лутц подал встречный иск, сославшись на нарушения первоначального контракта, которые продолжались в течение многих лет после выхода первого фильма. Дело осталось нерешённым, когда Лутц умер в мае 2006 года.

## Роли дублировали
- Василий Дахненко — Джордж Лутц, Рональд Дефео-Младший
- Лариса Некипелова — Кэти Лутц
- Томас Шлеккер — Билли Лутц, Майкл Лутц
- Диана Шпак — Челси Лутц, Джоди Дефео
- Дальвин Щербаков — Отец Кэлловэй
- Елена Ивасишина — Лиза

## Издания

### DVD
В США фильм был выпущен на DVD в анаморфном широкоэкранном формате 4 октября 2005 года. Дополнительные материалы включают в себя: комментарии Райана Рейнольдса и продюсеров Эндрю Форма и Брэдли Фуллера; восемь удалённых сцен; мини-фильм Supernatural Homicide (рус. Сверхъестественная одержимость) — рассказ полицейских и местных об убийствах, лёгших в основу данного фильма; The Source Of Evil (рус. Источник зла) — ролик о съёмках фильма; фотогалерея.

### Blu-Ray + DVD
Американское издание на Blu-Ray диске вышло в одной коробке с DVD-переизданием с простым оформлением. На BD-диске из дополнительных материалов присутствует лишь трейлер, в то время как DVD-диск содержит комментарии продюсеров и актёров, удалённые сцены, фотогалерею, записи со съёмочной площадки и так далее. Но при этом структура меню DVD-диска содержит ошибки, не позволяющие просмотреть большую часть дополнительных материалов.

## Выпуск

### Театральная касса
«Ужас Амитивилля» открылся на 3 323 экранах в США 15 апреля 2005 года и заработал 23 507 007 долларов в первые выходные, заняв первое место в прокате внутри страны. В конечном итоге он собрал 65 233 369 долларов на внутреннем рынке и 42 813 762 доллара на зарубежных рынках, а общие кассовые сборы по всему миру составили 108 047 131 доллар.

### Критический приём
Фильм получил негативные отзывы. На веб-сайте агрегатора обзоров Rotten Tomatoes он получил 23 % баллов на основе 163 отзывов со средней оценкой 4,13 из 10. Консенсус сайта гласит: «Так себе ремейк так себе оригинала». Metacritic сообщает о рейтинге 33 из 100, основанном на 31 критике, что указывает на «в целом неблагоприятные отзывы».
Манохла Даргис из «The New York Times» сказал: «Новый Амитивилль, скорее жуткий, чем откровенно пугающий, знаменует собой скромное улучшение по сравнению с оригиналом, отчасти потому, что от актёрской игры до кровавых эффектов он лучше выполнен, а отчасти потому, что создатели фильма понизил роль священника, сыгранного во всей его кровавой славе Родом Стайгером в первом фильме и значительно более сдержанным Филипом Бейкером Холлом здесь».
Питер Трэверс из Rolling Stone оценил фильм на одну звезду и прокомментировал: «Режиссёр-новичок Эндрю Дуглас втиснул в себя все клише о призраках, от демонических лиц до капающей крови. Это не страшно, просто занятно. Если серьёзно, посмотрите „Психо“… „Сияние“… „Привидение“… или „Невинные“… Что объединяет все эти фильмы, так это то, чего не хватает новому „Ужасу Амитивилля“: Они знают, что то, чего не увидишь в доме с привидениями, изматывает твои нервы».
Рут Стейн из San Francisco Chronicle считает, что «по-настоящему шокирующим в новой версии является то, что она не чертовски ужасна… Решение использовать минимальные компьютерные эффекты, сделанные из денежных, а не художественных соображений, работает на пользу Амитивиллю. сохраняет дрянной вид оригинала 1979 года, чистая халтура, не приукрашенная, чтобы казаться чем-то другим».
Марджори Баумгартен из Austin Chronicle заявила, что оригинальный фильм был «эффективным маленьким покалыванием, чьи страхи постоянны, подразумеваемы и накапливаются… Очевидно, что создатели фильма стремились переснять этот фильм именно потому, что технологические достижения последних 25 лет теперь позволяют более графически отображать ужасающие картины и компьютерные усовершенствования, которые могут сделать невидимый мир видимым. Стратегически новый Амитивилль никогда не стремился к более тонкому, подразумеваемому ужасу оригинала; это было бы всё о том, чтобы напугать зрителей. И в этом фильм, как правило, преуспевает, поскольку внезапные страхи и вспышки отвратительных образов заставляют зрителей громко визжать, как по сигналу… Однако самый раздражающий аспект нового фильма не имеет ничего общего со сравнениями, а скорее с некоторой нелогичностью, присущей истории. Почему мы видим изображения повешенной девушки, когда знаем, что ей выстрелили в голову? Кажется, что в фильм вплетены изображения, которые имеют мало общего с реальной историей. Может быть, это метод, который успешен в быстрых рекламных роликах, но он вносит путаницу в искусство рассказывания историй».
Джеймс Кристофер из «The Times» заметил: «Есть что-то приятное сумасшествие в том, как семья ошибается. Мороз доставляет удовольствие. Кровавые спецэффекты роскошны и эффективны. А сам деревянный дом — зловещее архитектурное удовольствие. Это полная чепуха. конечно, но я всё равно оставил свет в ту ночь.»